# باشگاه فوتبال ادو دن هاخ
ادو دن هاخ (انگلیسی: ADO Den Haag) یک باشگاه فوتبال در کشور هلند است.
این باشگاه که در شهر لاهه قرار دارد در سال ۱۹۰۵ میلادی تأسیس شده‌است و ۲ قهرمانی در جام حذفی فوتبال هلند را دارد.